# 計器用変成器
計器用変成器（けいきようへんせいき instrument transformer）は変成器の一種で、交流の高電圧・大電流の測定のため、電気計器の測定範囲を拡大するための電気計器の総称である。
計器用変成器は他の用途に用いられる変成器と異なり、その変成比が正確であることが重要な性能の1つである。電力の測定に用いる場合はこれに加え、一次側と二次側の位相差が小さいことが必要である。

## 計器用変圧器
計器用変圧器（けいきようへんあつき, VT, Voltage Transformer）は変圧器の一種で、交流高電圧の測定に用いられる。かつてはPT(Potential Transformer) とも呼ばれていた。
制御回路に使用しやすい電圧に降圧させ、電圧計等の計器や保護継電器を動作させるために使用するものである。
電力用変圧器との差は、測定誤差を小さくするために巻線の電気抵抗や磁束の漏れを小さくしていることと、二次側に電流をあまり流す必要がないので小容量であることである。

### 変圧比
変圧比は、一次電圧と二次電圧の比である。一次巻線・二次巻線の巻数をそれぞれ N1 ・ N2 、一次電圧・二次電圧をそれぞれ V1 ・ V2 とすると次のようになる。
{\displaystyle {\frac {N_{2}}{N_{1}}}={\frac {V_{2}}{V_{1}}}}

## 計器用変流器
計器用変流器（けいきようへんりゅうき, 英語: CT, Current Transformer）は変流器の一種で、交流大電流の測定に用いられる。
制御回路に使用しやすい電圧に降圧させ、電圧計等の計器や保護継電器を動作させるために使用するものである。

### 変流比
変流比は、一次電流と二次電流の比である。一次巻線・二次巻線の巻数をそれぞれ N1 ・ N2 、一次電流・二次電流をそれぞれ I1 ・ I2 とすると次のようになる。
{\displaystyle {\frac {N_{2}}{N_{1}}}={\frac {I_{1}}{I_{2}}}}